# Thelyphonus spinimanus
Thelyphonus spinimanus är en spindeldjursart som beskrevs av Lucas 1835. Thelyphonus spinimanus ingår i släktet Thelyphonus och familjen Thelyphonidae. Inga underarter finns listade i Catalogue of Life.